# Žydrūnas Savickas

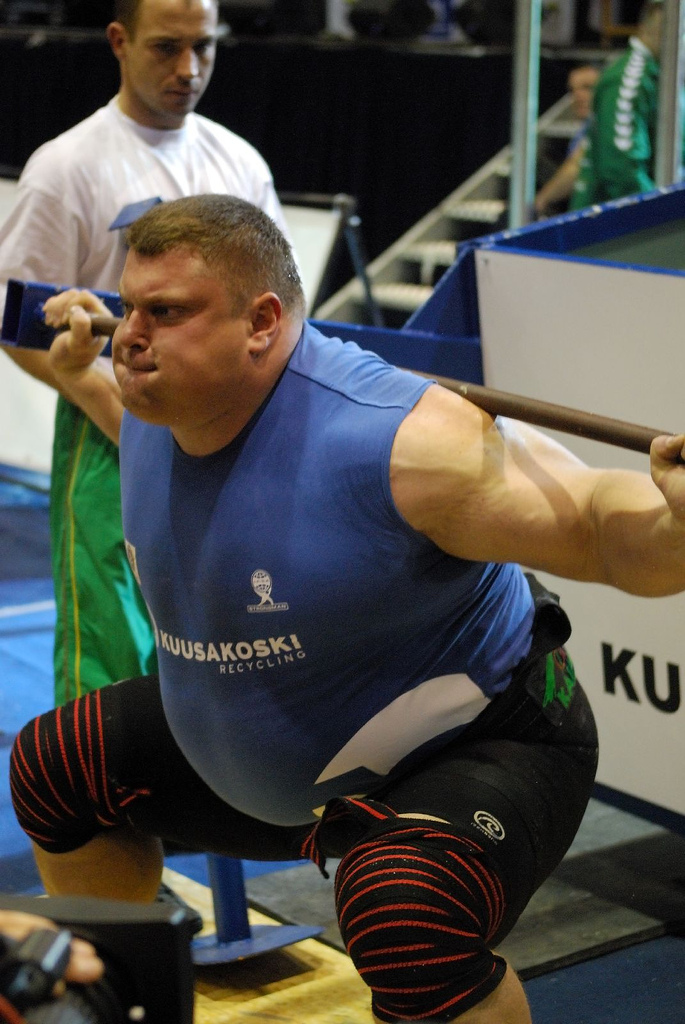
Žydrūnas Savickas la o competiție în Vilnius, Lithuania, 2007

Žydrūnas Savickas (pronunție în lituaniană [ʒʲiːd̪ˈrûːn̪ɐs̪ s̪ɐˈvʲɪt͡skɐs̪]; n. 5 iulie 1975, Biržai⁠(d), RSS Lituaniană, URSS) este un powerlifter și strongman profesionist lituanian. El este considerat unul din cei mai buni atleți de forță din toate timpurile, câștigând numeroase competiții de demonstrații de forță la nivel național, regional și mondial. A devenit cel mai puternic om din lume de trei ori: în 2009, 2010 și 2012; și cel mai puternic om din Europa de trei ori: în 2010, 2012 și 2013. El are 1,91 m și concurează în categoria de greutate de până la 185 kg.